# ليوني
ليوني هي بلدية كومونا في مقاطعة أفيلينو، كامبانيا، جنوب إيطاليا. وتقع في غرب إيربينيا، في منتزه Monti Picentini الطبيعي، حيث تحد البلدية مع Bagnoli Irpino, Calabritto ,Caposele , Morra De Sanctis , Nusco , Sant'Angelo dei Lombardi و Teora . وإنه 50 كيلومتر (31 ميل) من Avellino ويرتبط بطريق جبلي بمنتجع التزلج Laceno .

## التاريخ
يظهر اسم البلدة لأول مرة في هبة مؤرخة عام 883، حيث منح بها الأمير اللومباردي سيشارد ملكيةو تقع في «الأسود» (ليوني).
ربما كانت المستوطنة القديمة واحدة من المدن المجاورة الأصغر في فيرينتينو، وهي معقل سامني دمره الرومان خلال الحروب بين هذين الشعبين.
وتم العثور على بقايا جدران السيكلوب النموذجية لقرى سامنيت المحصنة على جبل أوبيدو بين ليوني وكابوسيل. حيث كانت الجدران عبارة عن مساحة كبيرة بما يكفي لاستيعاب المنازل والحظائر والأراضي المخصصة للمراعي.
وتم العثور على العديد من شظايا الطين، في المقام الأول من البلاط والفخار، داخل المنطقة المسورة من Oppido. بالإضافة إلى ذلك، تحتوي المدينة على أسس لمبنى كبير يشبه تصميمه قلعة من العصور الوسطى، وبالتالي يقترح استمرار استخدام الموقع في العصور الوسطى.
- Rome, Italy
- Sezze, Italy
- Piombino, Italy
- province of Arezzo, Italy
- province of Grosseto, Italy
- province of Pistoia, Italy
- province of Bergamo, Italy